# 八代市立麦島小学校
八代市立麦島小学校（やつしろしりつ むぎしましょうがっこう）は、熊本県八代市迎町1丁目にある公立小学校。

## 沿革
- 1983年4月11日 - 八代市立植柳小学校から分離。麦島小学校開校式並びに校舎及び麦島ブロック給食センター落成式。

## アクセス
- バス
  - 産交バス「前川橋」より徒歩約5分

- 自家用車
  - 八代ICより車で約14分
  - 八代駅より車で約9分

## 周辺施設
- 球磨川
- 前川
- 八代実業専門学校
- 八代市立植柳小学校
- 八代市立第三中学校